# ضفدعيات حقيقية
الضفدعيات الحقيقية (الاسم العلمي: Ranoidea) هو فوق فصيلة من البرمائيات يتبع رتبة البتراوات من شعيبة البرمائيات.

## فصائل
- ضفادع حقيقية (الاسم العلمي: Ranidae)
- (الاسم العلمي: ضفادع شمعية)
- (الاسم العلمي: ضفادع متشعبة اللسان)
- (الاسم العلمي: ضفادع سامة مدغشقرية)
- (الاسم العلمي: Micrixalidae)
- (الاسم العلمي: ضفادع قوية)
- (الاسم العلمي: ضفادع السيل الإفريقية)
- (الاسم العلمي: Phrynobatrachidae)
- (الاسم العلمي: ضفادع المراعي)
- (الاسم العلمي: ضفادع صندوقية الرأس)
- (الاسم العلمي: Ranixalidae)
- (الاسم العلمي: حاملات الجعد)

## أجناس
- الضفدع الحقيقي